# Ruta D090 (Paraguay)
La Ruta Departamental 090, abreviado D090 (también conocida como "Ruta de la leche") es una carretera de Paraguay que une Cruce de los Pioneros (Ruta PY09) con Cruce Douglas (Ruta PY05). Su extensión es de 104 kilómetros, y está ubicada en el Departamento de Presidente Hayes, abarcando los territorios de los distritos de Teniente Irala Fernández y Campo Aceval.
Se la denominó "Ruta de la leche" debido a que a lo largo de la misma existen varias colonias dedicadas a la producción de leche. 
Se estima que para fines del año 2024 la ruta estará asfaltada desde Cruce de los Pioneros hasta Paratodo, incluyendo los desvíos a Santa Cecilia y Campo Aceval, luego el resto del tramo hasta Cruce Douglas será de terraplén.

## Localidades
Las localidades más importantes por donde pasa esta ruta son:
| Kilómetro | Localidad                        | Departamento     | Empalme |
| --------- | -------------------------------- | ---------------- | ------- |
| 0         | Cruce de los Pioneros            | Presidente Hayes | PY09    |
| 8         | Desvío a Valencia                | Presidente Hayes |         |
| 28        | Heimstadt (Ciudad natal)         | Presidente Hayes |         |
| 34        | Altona                           | Presidente Hayes |         |
| 46        | Lolita (Desvío a Santa Cecilia)  | Presidente Hayes |         |
| 73        | Paratodo (Desvío a Campo Aceval) | Presidente Hayes |         |
| 104       | Cruce Douglas                    | Presidente Hayes | PY05    |

## Largo
| Departamento     | km  |  |  |
|                  |     |  |  |
| Presidente Hayes | 104 |  |  |
| Total            | 104 |  |  |